# Эрика блуждающая
Э́рика блужда́ющая (лат. Eríca vágans) — кустарник родом из Западной Европы, вид рода Эрика (Erica) семейства Вересковые (Ericaceae).

## Ботаническое описание
Эрика блуждающая — ветвистый кустарник с приподнимающимся стеблем, обычно не превышающий 60 см в высоту, однако в лесах иногда достигающий высоты в 1 м. Веточки первого года голые, зелёные, затем буреющие. Листья вечнозелёные, линейные, собраны в мутовки по 4—5, до 9 мм длиной, с реснитчатыми краями.
Соцветие кистевидное, состоит из повислых цветков, каждый из которых располагается в пазухе прицветника. Чашечка четырёхраздельная, доли продолговатые, реснитчатые. Венчик розовый или белый, колокольчатый, лопасти дельтовидные. Тычинки в количестве 10.
Плод — яйцевидная коробочка около 1,5 мм в диаметре с многочисленными семенами с неровной поверхностью.
Число хромосом — 2n = 24.

## Ареал
Родина эрики блуждающей — Западная Европа. Северная граница ареала — Великобритания и Ирландия, южная — Испания и Португалия. Завезена в Массачусетс и Пенсильванию, где натурализовалась.

## Значение
Эрика блуждающая издавна выращивается в качестве декоративного растения. Выведено множество сортов этого растения, 6 из которых были удостоены Award of Garden Merit: Erica vagans f. alba 'Cornish Cream', Erica vagans f. alba 'Kevernensis Alba', Erica vagans f. alba 'Lyonesse', Erica vagans f. aureifolia 'Valerie Proudley', Erica vagans 'Birch Glow', и Erica vagans 'Mrs D. F. Maxwell'.

## Таксономия

### Синонимы
- Erica decipiens St.-Amans, 1821
- Erica didyma Stokes, 1787
- Erica multiflora Huds., 1778, nom. illeg.
- Erica vaga Salisb., 1796, nom. superfl.
- Ericodes decipiens (St.-Amans) Kuntze, 1891
- Ericodes vagans (L.) Kuntze, 1891
- Gypsocallis vagans (L.) Gray, 1821